# Windows Server 2025
Windows Server 2025 ist die elfte Version von Windows Server und basiert auf der LTSC-Version 24H2 von Windows 11. Es wurde am 1. November 2024 veröffentlicht. Microsoft veröffentlichte die erste Vorabversion von Windows Server 2025 am 29. Januar 2024 mit Build 26040 und die letzte am 25. Oktober 2024 mit Build 26311. Die Produktunterstützung (Mainstream Support) von Windows Server 2025 endet voraussichtlich am 13. November 2029, während das Betriebssystem noch bis 14. November 2034 mit Sicherheitsupdates versorgt werden soll (Extended Support).

## Versionen
Windows Server 2025 wird in 3 Basisversionen unterteilt:
- Windows Server 2025 Standard
- Windows Server 2025 Datacenter
- Windows Server 2025 Datacenter: Azure Edition

## Neuerungen
Folgende neue Features wurden mit Windows Server 2025 angekündigt:
- Bluetooth: Mäuse, Tastatur, Kopfhörer und mehr mit Bluetooth.
- DTrace: Echtzeit-Systemüberwachungstool
- Hypervisor-Enforced Paging Translation: Sicherheitsfunktion gegen Buffer-Overflow-Angriffe
- Dev Drive: Optimiertes Speichervolumen für Entwickler-Workloads
- Delegated Managed Service Accounts (dMSA): Sichere Verwaltung von Dienstkonten
- OpenSSH: Standardmäßig vorinstalliert
- Server Message Block (SMB): Verbesserte Dateifreigabe-Performance
- Security Baseline: Über 350 vordefinierte Sicherheitseinstellungen
- Feedback Hub: Verbesserte Fehlerberichterstattung und Feedback
- Active Directory: Unterstützung für Cloud-Integration
- Hyper-V Manager: Generation 2 ist Standardoption für Admins
- Zertifikatsverwaltung: Verbesserte Sicherheit mit SHA-256-Unterstützung
- Hotpatching: Updates ohne Neustart

## Hardware-Anforderungen
| Architektur             | 64-Bit |
| ----------------------- | --- |
| Prozessor               | 1,4-GHz-64-Bit-Prozessor mit NX/DEP, CMPXCHG16b,LAHF/SAHF,PrefetchW,Second Level Address Translation (EPT/NPT),Streaming SIMD Extensions 4.2,POPCNT       |
| Arbeitsspeicher         | 512 MB (2 GB für Server mit der Installationsoption Desktopdarstellung)                                                                                   |
| Grafikkarte und Monitor | 1024 × 768 Pixel |
| HDD freier Platz        | 32 GB freier Festplattenspeicher, ab 16 GB Arbeitsspeicher entsprechend mehr für die dann größeren Auslagerungs-, Ruhezustands- und Absturzabbild-Dateien |
| Optisches Laufwerk      | DVD-Laufwerk (nur zur Installation von DVD/CD-Medien) |
| BIOS                    | UEFI System mit Secure-Boot (UEFI 2.3.1c) (für bestimmte Features), TPM (für bestimmte Features)                                                          |